# Егоров, Борис Ефимович
Борис Ефимович Егоров (10 сентября 1955, Клайпеда, Литовская ССР, СССР — 4 июня 2021, Москва, Россия) — советский и российский телеведущий, прозаик, психолог, психиатр, психотерапевт, психоаналитик, сексопатолог и нарколог.

## Образование
В 1972 году окончил 2-ю среднюю школу имени Горького.
В 1978 году окончил 2-й Московский государственный медицинский институт по специальности «лечебное дело».
С 1978 по 1980 годы — клиническая ординатура по психиатрии (психотерапии) на кафедре психотерапии Центрального Института Усовершенствования врачей.
Получил сертификаты по специальностям: психиатрия, психотерапия, наркология и сексология.

## Карьера
В 1980—1983 годах работал врачом-психиатром кабинета психотерапии 4-го Главного управления при Министерстве здравоохранения СССР.
С 1983 года работал в Российской медицинской академии последипломного образования Министерства здравоохранения России. Сначала — старшим лаборантом при кафедре психотерапии и в должности лекционного ассистента профессора В. Е. Рожнова. С 1991 года — ассистентом кафедры, с октября 1996 года — доцентом кафедры психотерапии с курсом сексопатологии РМАПО РФ, с февраля 1999 года — профессором кафедры психотерапии, медицинской психологии и сексологии. Подготовил курс лекций по «Клиническому психоанализу». Читал курс лекций по клинической психотерапии: «История Российского клинического психоанализа», «Прогностические рисуночные тесты в изучении бессознательного», «Особенности Русского варианта психоанализа», «Анализ бессознательного и рациональная психотерапия», «Теория и практика клинического психоанализа», «Суггестивные и не суггестивные приемы в клиническом психоанализе», «Гипноз и психоанализ», «Особенности анализа бессознательного при пограничных нервно-психических расстройств», «Гипноз и гипноидные состояния», «Интрапсихические механизмы защиты» и другие.
С 1998 года являлся преподавателем и супервизором практики Общероссийской профессиональной психотерапевтической лиги (ОППЛ). Также был председателем секции клинического психоанализа, председателем комитета по этике и защите профессиональных прав организации.
Врач высшей категории.
Президент Центра психоаналитических исследований творческого процесса.
Вице-президент по клиническому направлению Межрегиональной общественной организации «Русское психоаналитическое общество» (2005).
Член Московского общества психиатров.
С 14 августа 2006 по 30 мая 2014 года и с 23 октября 2017 по 20 мая 2019 года ведущий телепрограммы «Понять. Простить».
Являлся участником Международных Конгрессов в Дублине и дважды в Вене.
Лечил пациентов с пограничными расстройствами и личностными проблемами в Центре психоаналитических исследований творческого процесса и в 12-й городской клинической психиатрической больнице Москвы.

## Научная деятельность
В 1988 году защитил кандидатскую диссертацию «Комплексная эмоционально-стрессовая психотерапия депрессивного невроза и невротической депрессии».
В 1997 году защитил первую докторскую медицинскую диссертацию по психоанализу в России на тему: «Психоаналитически ориентированная терапия в комплексном лечении пограничных нервно-психических расстройств».
Осуществил исследования ряда проблем психотерапии депрессивных невротических состояний.

### Научные работы
Опубликовал Методические рекомендации для врачей Министерства здравоохранения: «Прогностические рисуночные методики в изучении бессознательного и особенности психотерапии пограничных психических расстройств» (1995).
Автор 104 научных работ, имеет 96 печатных работ в научных изданиях.
Главный редактор сборника «Классика русского психоанализа и психотерапии» (2004).

#### Автор книг
- «Гипноз, психотерапия, бессознательное» (1993)
- «Российское коллективное бессознательное» (1993)
- «Российский клинический психоанализ — новая школа» (2002)

#### Монографии[2]
- «Российское коллективное бессознательное», 1993 год;
- «Гипноз. Психотерапия. Бессознательное», 1993 год;
- «Российский клинический психоанализ — новая школа», 2002 год.

#### Пособия для врачей Министерства Здравоохранения РФ[2]
- «Психоаналитически ориентированная терапия в комплексном лечении пограничных психических расстройств» (1996),
- «Экзистенциально ориентированная терапия в комплексном лечении тревожно-невротических расстройств у пациентов с избыточной массой тела» (2000, совм. с В. И. Миркиным)
- «Рациональная психотерапия: теория и практика» (2003).

## Личная жизнь
Родился 10 сентября 1955 года в городе Клайпеда. Отец — Ефим Никитович, мать — Нина Петровна.
Был женат. Жена Валерия (врач-терапевт). Есть сын Никита (1980 г. р.) и внуки Виктория (2006 г. р.) и Владислав (2008 г. р.).
Умер 4 июня 2021 года в Москве.